# Mads Stokkelien
Mads Stokkelien (Kristiansand, 15 marzo 1990) è un ex calciatore norvegese, di ruolo attaccante.

## Carriera

### Club

#### Start
Stokkelien ha debuttato nello Start il 17 settembre 2008, in 1. divisjon, quando è subentrato a Kjetil Kamark nella sconfitta per 2-1 sul campo del Sandefjord. Ha collezionato 2 apparizioni stagionali, senza andare in rete: in compenso, la sua squadra ha ottenuto la promozione nell'Eliteserien per l'anno successivo. Ha esordito nella massima divisione ad aprile 2009, sostituendo Espen Børufsen nella sfida contro l'Aalesund. Nella sua seconda partita, ha segnato il gol del pareggio a Bergen, contro il Brann, nell'incontro del 16 maggio.
Ha segnato poi anche nelle 2 successive partite, inclusa una doppietta all'esordio da titolare contro il Bodø/Glimt, il 24 maggio. Ha totalizzato 23 presenze e 10 gol al termine del campionato. Negli anni successivi, la sua media reti si è abbassata. Nel campionato 2011 non siglò neanche una rete e lo Start è retrocesso in 1. divisjon.

#### Stabæk
Il 31 gennaio 2012 è stato reso noto il suo trasferimento allo Stabæk. Ha scelto la maglia numero 18, la stessa utilizzata allo Start. Ha esordito con questa squadra il 25 marzo, schierato titolare nel pareggio a reti inviolate contro l'Aalesund. Ha segnato la prima rete il 15 luglio successivo, nella sconfitta per 3-1 in casa del Sogndal. A fine stagione, la squadra è retrocessa nella 1. divisjon.
Stokkelien è rimasto in squadra e ha contribuito all'immediata promozione: lo Stabæk ha centrato infatti il 2º posto in classifica e l'attaccante ha segnato 17 reti, una in meno del capocannoniere Jo Sondre Aas.

#### New York Cosmos
Il 31 gennaio 2014 è stato ufficialmente ingaggiato dagli statunitensi dei New York Cosmos. Ha esordito in squadra il 13 aprile, nella vittoria per 4-0 contro gli Atlanta Silverbacks: schierato titolare, nella stessa partita ha trovato il primo gol per la nuova squadra. Il 28 gennaio 2015 ha rinnovato il contratto per un'ulteriore stagione. Il 14 agosto 2015 ha rescisso l'accordo che lo legava al club. In circa un anno e mezzo in squadra, ha totalizzato 42 presenze e 11 reti tra tutte le competizioni.

#### Il ritorno in Norvegia
Il 18 agosto 2015 ha fatto ufficialmente ritorno allo Start. È rimasto svincolato al termine del campionato 2015. Si è quindi concentrato sugli studi dentistici, per firmare poi un accordo con l'Hånes in data 22 giugno 2016, squadra militante in 5. divisjon (sesto livello del campionato locale).

### Nazionale
Stokkelien conta 13 presenze per la Norvegia under 21. Ha debuttato il 5 giugno 2009, quando è stato titolare nel pareggio per 1-1 contro l'Estonia.

## Statistiche

### Presenze e reti nei club
Statistiche aggiornate al 20 giugno 2017.
| Stagione               | Club                   | Campionato             | Campionato | Campionato | Coppe nazionali | Coppe nazionali | Coppe nazionali | Coppe continentali | Coppe continentali | Coppe continentali | Supercoppe | Supercoppe | Supercoppe | Totale | Totale |
| Stagione               | Club                   | Comp                   | Pres       | Reti       | Comp            | Pres            | Reti            | Comp               | Pres               | Reti               | Comp       | Pres       | Reti       | Pres   | Reti   |
| ---------------------- | ---------------------- | ---------------------- | ---------- | ---------- | --------------- | --------------- | --------------- | ------------------ | ------------------ | ------------------ | ---------- | ---------- | ---------- | ------ | ------ |
| 2008                   | Start                  | 1D                     | 2          | 0          | CN              | 0               | 0               | -                  | -                  | -                  | -          | -          | -          | 2      | 0      |
| 2009                   | Start                  | ES                     | 23         | 10         | CN              | 3               | 5               | -                  | -                  | -                  | -          | -          | -          | 26     | 15     |
| 2010                   | Start                  | ES                     | 28         | 5          | CN              | 5               | 1               | -                  | -                  | -                  | -          | -          | -          | 33     | 6      |
| 2011                   | Start                  | ES                     | 16         | 0          | CN              | 4               | 2               | -                  | -                  | -                  | -          | -          | -          | 20     | 2      |
| 2012                   | Stabæk                 | ES                     | 18         | 1          | CN              | 3               | 0               | UEL                | 2                  | 0                  | -          | -          | -          | 23     | 1      |
| 2013                   | Stabæk                 | 1D                     | 30         | 17         | CN              | 4               | 5               | -                  | -                  | -                  | -          | -          | -          | 34     | 22     |
| Totale Stabæk          | Totale Stabæk          | Totale Stabæk          | 48         | 18         |                 | 7               | 5               |                    | 2                  | 0                  |            | -          | -          | 57     | 23     |
| 2014                   | New York Cosmos        | NASL                   | 28         | 8          | USOC            | 2               | 2               | -                  | -                  | -                  | -          | -          | -          | 30     | 10     |
| gen.-ago. 2015         | New York Cosmos        | NASL                   | 10         | 0          | USOC            | 2               | 1               | -                  | -                  | -                  | -          | -          | -          | 12     | 1      |
| Totale New York Cosmos | Totale New York Cosmos | Totale New York Cosmos | 38         | 8          |                 | 4               | 3               |                    | -                  | -                  |            | -          | -          | 42     | 11     |
| ago.-dic. 2015         | Start                  | ES                     | 10+2       | 1+1        | CN              | -               | -               | -                  | -                  | -                  | -          | -          | -          | 12     | 2      |
| Totale Start           | Totale Start           | Totale Start           | 79+2       | 16+1       |                 | 12              | 8               |                    | -                  | -                  |            | -          | -          | 93     | 25     |
| giu.-dic. 2016         | Hånes                  | 5D                     | ?          | ?          | -               | -               | -               | -                  | -                  | -                  | -          | -          | -          | ?      | ?      |
| 2017                   | Hånes                  | 5D                     | ?          | ?          | -               | -               | -               | -                  | -                  | -                  | -          | -          | -          | ?      | ?      |
| Totale Hånes           | Totale Hånes           | Totale Hånes           | ?          | ?          |                 | -               | -               |                    | -                  | -                  |            | -          | -          | ?      | ?      |
| Totale                 | Totale                 | Totale                 | 165+2+     | 42+1+      |                 | 23              | 15              |                    | 2                  | 0                  |            | -          | -          | 192+   | 59+    |